# Treats for the Nightwalker
Treats for the Nightwalker (englisch für Die Freuden des Nachtwanderers) ist ein Jazzalbum der Josh Roseman Unit, aufgenommen im März und September 2002 in New York City. Es erschien 2003 in den Vereinigten Staaten und Kanada bei Justin Time Records, in Europa beim Münchner Label Enja.

## Musik des Albums
Die Josh Roseman Unit bestand im Kern aus dem Bandleader, Peter Apfelbaum, (Tenorsaxophon, Flöte und Orgel), Barney McAll (Piano, Keyboards und Dub tactics), Ben Monder (Gitarre), Jonathan Maron (Bass) und Billy Kilson (Schlagzeug). Hinzu kamen für die beiden Sessions 17 weitere Musiker (Special guests), darunter Russell Gunn (Trompete), Chris Potter (Tenorsaxophon), Liberty Ellman (Gitarre), Ben Perowsky (Schlagzeug) und Mark Feldman (Violine).
Treats for the Nightwalker, das zweite Album des Jazzposaunisten Josh Roseman, steht nach Ansicht von Nils Jacobson in der Big-Band-Tradition und verarbeitet musikalische Bestandteile der Experimente der Jazzavantgarde der 1960er, des Funk der 70er, der Fusionmusik der 80er, Musik der M-Base-Bewegung der 90er und die Urban Grooves der Nullerjahre. Rhythmisch wird die Musik von einem Backbeat getragen, entweder in einem Funky- oder Retro-Synthesizer-Stil, stark betont durch den Schlagzeuger der Band, Billy Kilson.
Harmonisch sind die Titel des Albums in einer Reihe miteinander verbundenen Einheiten konstruiert, Akkordwechsel sind durch die Bandbreite der Musiker skizziert. Neben offen angelegten Kompositionen wie Prospect gibt es stark durchkonstruierte Titel wie die M-Base-Jam von Meera. Abgesehen vom ersten und letzten Albumtitel wirken bei jedem acht bis 15 Musiker mit, was den Spielraum für Solisten einschränkt; dies sind neben dem Bandleader vor allem Myron Walden, Peter Apfelbaum und Jay Rodrigues.
Nach einer kurzen Organ Invocation durch Peter Apfelbaum beginnt das Programm mit Sedate Remix, das nach Ansicht von William Tilland oberflächlich betrachtet in ein aktuelles Smooth-Jazz-Radioformat passen könnte, mit seinem leicht galoppierenden Latinbeat und dem sanften Ensemblespiel. Entgegen der Routine stehen jedoch subtile Wah-Wah-Effekte der E-Gitarren von Ben Monder und Adam Rogers, einige dissonante Flötenstimmen, die an das Gil Evans Orchestra erinnern, kontrapunktische Streicherpassagen (u. a. Mark Feldman und Mat Maneri) sowie ein Solo auf dem Altsaxophon von Myron Walden. Diese „Subversion“ ziehe sich auch durch den nächsten Titel LSDN 2.0, der durch einen zurückhaltenden, aber insistierenden Funkrhythmus durch Bass, Drums und verschiedene Perkussion vorwärts getrieben wird, und durch texturale und kompositorische Details auffällt. Die Titel im hinteren Teil des Albums sind stilistisch gewagter, vom Reggae-orientierten Long Day, Short Night bis zum an Bitches Brew erinnernden Funk in Meera, in dem die Bassklarinette von Jay Rodrigues an Bennie Maupin erinnere. In Prospect werden nahöstliche Einflüsse mit dem Douss n’gouni-Spiel von Daniel Moreno verarbeitet. Im letzten Titel Regression wird Rosemans Posaunenspiel in ein Arrangement aus Perkussion, Flöten, akustischer und elektrisch verstärkter Gitarre eingebettet. Das Album klingt mit einer zweiminütigen Klavierimprovisation Barney McCalls aus.

## Titelliste

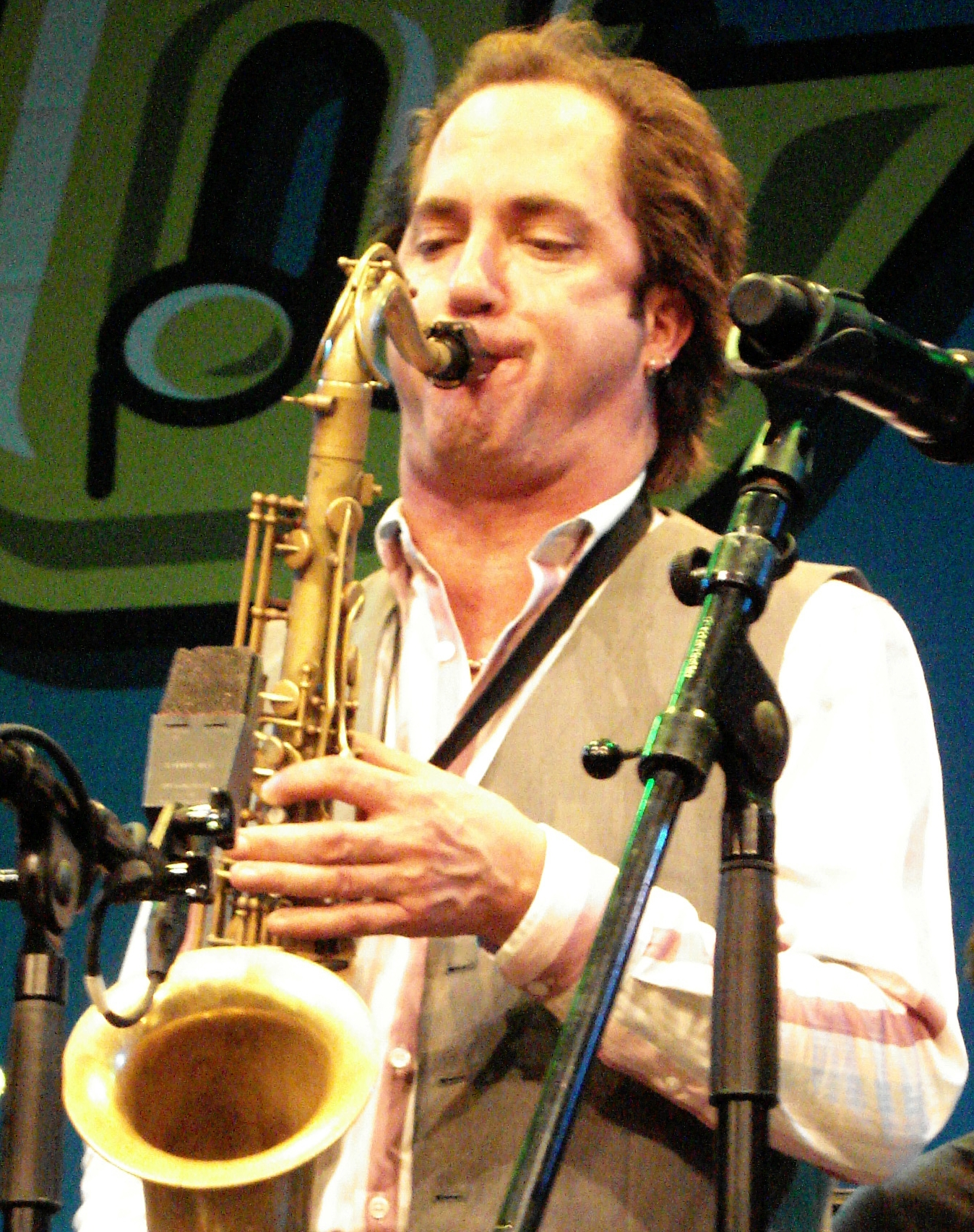
Peter Apfelbaum beim Jazzfestival Saalfelden, 2009

- Josh Roseman Unit – Treats For The Nightwalker (Justin Time JENJ 3309-2, Enja Records JENJ 3309-2[3])

1. Organ Invocation (Apfelbaum) – 0:56
2. Sedate Remix – 9:37
3. LDSN 2.0 – 5:49
4. Treats for the Nightwalker – 7:29
5. Are You There? – 3:27
6. Long Day, Short Night (Burt Bacharach) – 9:24
7. Meera – 11:14
8. Prospect – 11:28
9. Regression – 8:30
10. Piano Outro (McAll) – 2:10

Soweit nicht anders angegeben, stammen alle Kompositionen von Josh Roseman.

## Rezeption des Albums
Rosemans Album erfuhr überwiegend positive Resonanz und wurde entsprechend von den US-Radiostationen gesendet; in den Jazzcharts des CMJ Network, Inc. stieg das Album im Februar 2004 auf #7.
Der Rezensent des CMJ New Music Report weist auf die häufigen stilistischen Wechsel des Albums hin;
using his forward-thinking-M-Base grooves as a launching pad into spacey Jazz fusion, Afrobeat and African music, the album is at its strongest when Roseman makes some very interesting forays into reggae, twisting his electric Jazz and funk with dubbed-out production and slow steady reggae beats. Rarely has a fusion of this kind worked, but it has never sounded better. All this and a loose, soulful, partylicious vibe carried on by a ounchy horn section make Treats somenthing that is both very unique and quite fun.
Peter Marsh hob in seiner Rezension des Albums für die BBC die eindrucksvollen Fähigkeiten Josh Rosemans nicht nur als Posaunist (etwa bei Oliver Lake, Don Byron, Joey Baron und vor allem in Dave Hollands Bigband), sondern auch als Bandleader und Komponist hervor. In der Musik des Albums sei eine Anspielung auf M-Base in der Weise, dass Roseman mit sich ständig verändernden Taktangaben Funkelemente dehne und komprimiere. Dafür sei teilweise der Keyboarder Barney McAll verantwortlich, dessen glühende akkordische Formgebung harmonisch Rosemans übersprudelnde Riffs ergänze. Marsh lobt Rosemans Posaunenspiel, das „fantastische Geräusche“ produziere; sein elektrisierendes Solo im „achtarmig groovenden“ Are You There? sei eine „großartige Mischung aus verschmierten Phrasen und schmerzhaften Wah-Wah-Linien“. Dabei wurden die Electronics Rosemans natürlichen Ton eher verstärken als verschleiern. Der Autor hebt auch die solistischen Leistungen der Bläser Chris Potter, Peter Apfelbaum und Myron Walden hervor; resümierend hält Marsh fest:
„Treats for the Nightwalker marks Roseman as a bandleader and composer with a lot of promise; music made with this much intelligence and passion is definitely worth your time.“

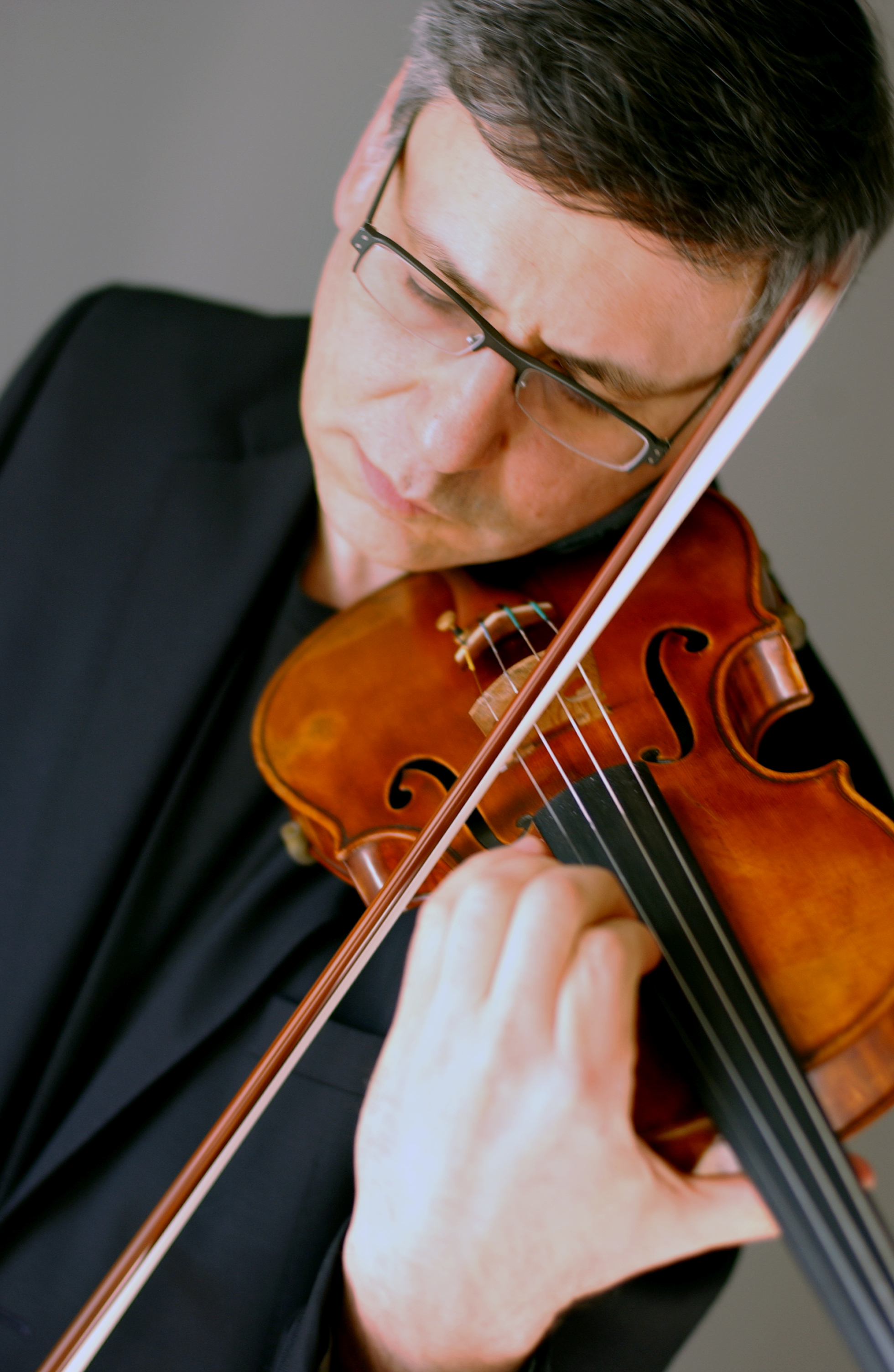
Mark Feldman

Dan McClenaghan hielt in seiner Besprechung bei All About Jazz Treats for the Nightwalker für „eines dieser unkategorisierbaren Werke“: es sei einfach „querbeet“. Roseman habe einen Sound geschaffen, der „orchestral in seiner Bandbreite“ sei, aber nicht im herkömmlichen Sinne. Der Sound der Josh Roseman Unit verströme „die Sensilibität des Turntablism, Funkgrooves, M-Base-Anklänge“, unterbrochen durch altmodischen Straight-ahead-Jazz. Der Autor sieht dabei Parallelen in den Produktionen von Lester Bowies Brass Fantasy; „doch wo Bowies Gruppe moderne Klänge mit einem klassischen Instrumentierung“ erkundete, mische Roseman elektronische und akustische Grooves. Eine weitere Parallele sieht der Autor in Miles Davis’ Arbeit mit Marcus Miller [in den 1980er Jahren]; er hebt auch den Einsatz des Streichquartetts aus Mark Feldman, Mat Maneri, Dana Leong und Rufus Cappadocia hervor, die „eine pastellartige Strömung“ hinter den Wah-wah-Gitarren und der Posaune schaffen. Das Klangbild des Titelstücks mit seiner „gefährlichen Atmosphäre und dem gedämpften Sound“ erinnere an Phil Spector. Das Album sei eine „ausgedehnte, factettenreiche Exkursion“; es bedürfe daher wohl hundert Durchläufe, dies ganz zu verarbeiten. „Wenn es ein Roman wäre, würde man es in seiner Breite mit Dickens (oder besser noch mit Pynchon) vergleichen.“
William Tilland bewertete das Album in Allmusic mit 4½ (von 5) Sternen und hob vor allem Josh Rosemans Verdienst hervor, diese eindrucksvolle Schar an Musikern versammelt zu haben, die seine ausgeklügelten Arrangements mit vollendeter Präzision und Einfühlungsvermögen ausführen, ohne dabei zu Ego-trips zu neigen. In ihrer Wirkung seien einige dieser offenen Kompositionen „eine Art von Hyper-Smooth-Jazz – ein auf den Kopf gestellter Smooth Jazz, oder in eine parallele Jazzrealität gestupst, wo Zurückhaltung und Zuvorkommenheit nicht mit Langeweile gleichgesetzt werden“. In dieser Weise passe sich auch Rosemans eigenes Spiel ein; obwohl er eine hervorgehobene Stimme bei der Aufnahme habe, isoliere er sich nie von der Absicht des Ensembles und nehme nicht die Pose des entrückten Solisten ein.
Nach Ansicht von Nils Jacobson ist das Album stark durchkonstruiert; dennoch sei genug Raum für solistische Entfaltung vorhanden. Rosemans CD sei ein „Statement of the state of the art“, und es verdiene Anerkennung für die Risiken, die mit der Komposition, Performance und Produktion unternommen worden seien. Letzten Endes sei es ein sehr ambitioniertes Werk und so schwergewichtig, dass es dabei „in postmoderner Komplexität schwankt“. Dennoch sollte man Josh Roseman ernst nehmen, was auch immer man von dem Album halte. Er werde „ein unauslöschlicher Markstein für den Jazz des 21sten Jahrhunderte“ sein.